# Chasing Pavements
Chasing Pavements (deutsche Bedeutung: Bürgersteige verfolgen, Bürgersteigen nachjagen; auch im übertragenen Sinne als "nichts weiterverfolgen") ist die zweite Single aus dem Debütalbum 19 der britischen Soul-Sängerin Adele. Es wurde am 11. Januar 2008 veröffentlicht.

## Überblick
In Irland wurde das Lied am 13. Januar 2008 veröffentlicht und stieg durch Downloadverkäufe auf Platz 26 der irischen Charts. In der nächsten Woche sprang der Titel auf Platz 7 und erreichte damit seine Höchstposition. Am 20. Januar 2008 stieg die Single durch Downloadverkäufe auf Platz 2 der britischen Charts ein. Am Ende des Jahres wurde Chasing Pavements die 27. erfolgreichste Single des Jahres 2008 im Vereinigten Königreich mit über 280.000 verkauften Einheiten.
Das Lied fand in drei Episoden von Hollyoaks Verwendung, ebenso war es im Film Wild Child und der Serie 90210 zu hören. Adele sang Chasing Pavements am 18. Oktober 2008 zusammen mit Cold Shoulder bei Saturday Night Live. Es ist Adeles erste Single, die es in den USA in die Billboard Hot 100 schaffte und Adeles erster Top-40-Hit in den USA. In den Vereinigten Staaten wurde Chasing Pavements von den RIAA mit Gold ausgezeichnet. Bis April 2011 wurde die Single über 986.000 Mal in den USA verkauft. Auf der B-Seite ist das Lied That's It. I Quit. I'm Movin' On., das eine Akustik-Coverversion des gleichnamigen Titels von Sam Cooke ist.
Chasing Pavements gewann den Grammy in der Kategorie Best Female Pop Vocal Performance und wurde weiterhin in den Kategorien Record of the Year und Song of the Year nominiert.

## Inhalt und Bedeutung
Der Inhalt des Liedes wurde durch das Ende einer sechs Monate dauernden Beziehung Adeles beeinflusst. Als Adele herausfand, dass ihr damaliger Freund sie betrog, ging sie in die Bar und schlug ihm ins Gesicht. Danach rannte Adele alleine durch die Straße und ihr kamen die Zeilen „What is it you're chasing? You're chasing an empty pavement.“ in den Sinn. Liedtext und Melodie sang Adele daraufhin auf dem Heimweg und sie nahm den Gesang auf dem Handy auf.

## Musikvideo
Das Musikvideo von Chasing Pavements, das 2008 für einen MTV Video Music Award in der Kategorie Best Choreography nominiert wurde, wurde im Hyde Park gedreht. Mathew Cullen von der Produktionsfirma Motion Theory übernahm die Regie für das Musikvideo. Das Musikvideo zeigt zwei Szenarien: Zunächst sieht man die Stelle eines Autounfalls im Hyde Park, wo die Betroffenen noch auf dem Boden liegen. Im zweiten Szenario des Videos kommen sich Adele und ihr Ex-Freund wieder näher. Dann wird im Zeitraffer die Beziehung gezeigt, welche damit endet, dass Adele ihren Freund betrügt. Während des Videos sieht man auch, wie Adele mit ihrem Freund im Auto fährt und das Lied singt. Dann steigt sie aus dem Auto und geht zu einer kleinen Personengruppe, als der Autounfall geschieht. Adele kann sich rechtzeitig in Sicherheit bringen und wird nicht verletzt. Sie steht anschließend verzweifelt und singend neben einem Baum. Kurz danach kommen mehrere Personen und tanzen um das Auto. Besonders ist die – perspektivisch verschobene – Darstellung der zunächst liegenden Unfallopfer, die dann wie in einer 2-D-Rückblende auf dem Asphalt zusammen tanzen (als Paar), sich auseinander und wieder aufeinander zubewegen und dann wieder in der – perspektivisch korrekten – Unfallposition auf dem Boden liegen. Das Musikvideo endet damit, wie das Unfallopfer mit einem Krankenwagen ins Krankenhaus gebracht wird. Am 20. Dezember 2008 erreichte das Lied Platz 26 Top-40 der besten Musikvideos des Jahres 2008 von VH1.

## Cover und Verbannung
Auf dem Coverbild zu Chasing Pavements sieht man Adele in einem dunklen Raum. Sie sitzt alleine auf einem Sofa und schaut nach vorne. Links am oberen Rand der Abbildung erkennt man mit weißer Schrift den Schriftzug des Titels „Chasing Pavement“ und den der Interpretin „Adele“. 
Laut Daily Mail wurde Chasing Pavements von mehreren US-Radiosendern verbannt, da durch die Wörter "chasing pavements" Gerüchte aufkamen, das Lied verherrliche homosexuelle Beziehungen.

## Grammy Awards 2009
Chasing Pavements wurde bei den Grammy Awards 2009 für drei Grammys nominiert, in den Kategorien Record of The Year, Song of the Year und Best Female Pop Vocal Performance. In letzterer gewann das Lied und setzte sich damit gegen Pink und Leona Lewis durch. Außerdem trat Adele zusammen mit Sugarland zu einer Live-Performance des Liedes bei der Veranstaltung auf.

## Live-Auftritte
Adele sang das Lied unter anderem in Friday Night with Jonathan Ross Sendung am 7. Dezember 2007. Adele sang Chasing Pavements auch am 18. Oktober 2008 zusammen mit Cold Shoulder in Saturday Night Live.

## Kommerzieller Erfolg

### Chartplatzierungen
In Irland wurde das Lied am 13. Januar 2008 veröffentlicht und stieg direkt allein durch Downloadverkäufe auf Platz 26 der irischen Charts. In der nächsten Woche sprang der Titel auf Platz 7 und erreichte seine Höchstposition. Am 20. Januar 2008 stieg die Single nur durch Downloadverkäufe direkt auf Platz 2 der britischen Charts ein. Am Ende des Jahres wurde Chasing Pavements die 27. erfolgreichste Single des Jahres 2008 im Vereinigten Königreich mit über 280.000 verkauften Einheiten von Chasing Pavements.
Chasing Pavements ist Adeles erste Single, die es in den USA in die Billboard Hot 100 geschafft hat und Adeles erster Top 40 Hit in den USA mit Platz 21. In den Vereinigten Staaten wurde Chasing Pavements von den RIAA mit Gold ausgezeichnet. Bis April 2011 verkauften sich in den USA über 986,000 Einheiten von Chasing Pavements.
Im deutschsprachigen Raum war Chasing Pavements nur mäßig erfolgreich. In der Schweizer Hitparade konnte sich das Lied gar nicht platzieren. In Österreich erreichte die Single Platz 56 und in den deutschen Singlecharts Platz 46. Die Top Ten erreichte Chasing Pavements in Dänemark, Belgien, Italien, Niederlande und Norwegen. Norwegen ist das einzige Land, wo Chasing Pavements Platz 1 der Charts erreicht hat und ein Nummer-eins-Hit wurde. In den britischen Jahrescharts erreichte Chasing Pavements Platz 27, in den niederländischen Platz 36.
| ChartsChartplatzierungen       | Höchstplatzierung | Wochen |
| ------------------------------ | ----------------- | ------ |
| Deutschland (GfK)              | 46 (10 Wo.)       | 10     |
| Österreich (Ö3)                | 56 (9 Wo.)        | 9      |
| Vereinigte Staaten (Billboard) | 21 (7 Wo.)        | 7      |
| Vereinigtes Königreich (OCC)   | 2 (25 Wo.)        | 25     |

| ChartsJahrescharts (2008)    | Platzierung |
| ---------------------------- | ----------- |
| Vereinigtes Königreich (OCC) | 27          |

### Auszeichnungen für Musikverkäufe
| Land/Region                  | Auszeichnungen für Musikverkäufe (Land/Region, Auszeichnung, Verkäufe) | Verkäufe  |
| ---------------------------- | ---------------------------------------------------------------------- | --------- |
| Brasilien (PMB)              | Gold                                                                   | 30.000    |
| Dänemark (IFPI)              | Platin                                                                 | 90.000    |
| Italien (FIMI)               | Gold                                                                   | 15.000    |
| Kanada (MC)                  | 3× Platin                                                              | 240.000   |
| Neuseeland (RMNZ)            | 2× Platin                                                              | 60.000    |
| Norwegen (IFPI)              | Gold                                                                   | 5.000     |
| Spanien (Promusicae)         | Gold                                                                   | 30.000    |
| Vereinigte Staaten (RIAA)    | Platin                                                                 | 1.000.000 |
| Vereinigtes Königreich (BPI) | 2× Platin                                                              | 1.200.000 |
| Insgesamt                    | 4× Gold · 9× Platin ·                                                  | 2.670.000 |

Hauptartikel: Adele (Sängerin)/Auszeichnungen für Musikverkäufe